# Gangster Land
Gangster Land (Originaltitel: In the Absence of Good Men) ist ein US-amerikanischer Indie-Mafia-Thriller aus dem Jahr 2017 über die berüchtigten Chicagoer Mobster Jack „Machine Gun“ McGurn und Al Capone von dem sogenannten Chicago Outfit.

## Handlung
Der Film erzählt aus der Sicht von Jack McGurn, die Geschichte von Al Capones Aufstieg in der Chicagoer Unterwelt. McGurn, der erfolgreiche Amateur-Boxer, schließt sich nach der Ermordung seines Vaters der italienischen Mafia an und steigt zusammen mit seinem Freund Al Capone innerhalb der Organisation auf. Die Geschäfte florieren, doch es entsteht zwischen den Italienern und der irischen Mafia um Dean O’Banion und George „Bugs“ Moran, ein erbitterter Kampf um die kriminelle Vorherrschaft in der Chicagoer Unterwelt, der mit dem sogenannten Valentinstag-Massaker gipfelt.

## Hintergrund
Am 1. Dezember 2017 wird der von Status Media & Entertainment und von BondIt produzierte Film in ausgewählten Kinos und später hierzulande als VoD veröffentlicht.